# Kotajärvi (sjö i Finland, Lappland, lat 66,72, long 27,57)
Kotajärvi är en sjö i Finland. Den ligger i kommunen Kemijärvi i landskapet Lappland, i den norra delen av landet, 700 km norr om huvudstaden Helsingfors. Kotajärvi ligger 148,8 meter över havet. Den ligger vid sjön Kyröjärvi. Arean är 2,43 kvadratkilometer och strandlinjen är 19,35 kilometer lång. Sjön  ingår i Kemi älvs huvudavrinningsområde. 